# Abisara rogersi
Abisara rogersi é uma borboleta da família Riodinidae. Ela pode ser encontrada na Nigéria, Camarões, Angola, na República Democrática do Congo, Uganda, Tanzânia e Zâmbia. O habitat natural localiza-se em áreas com sombra, em florestas e áreas abertas de florestas submontanas.
As larvas, possivelmente, alimentam-se de espécies Maesa.

## Subespécies
- Abisara rogersi rogersi (Nigéria, Camarões, Angola, República Democrática do Congo, Zâmbia)
- Abisara rogersi simulacris Riley, 1932 (República Democrática do Congo, Uganda, Tanzânia)